# 9569 Quintenmatsijs
9569 Quintenmatsijs è un asteroide della fascia principale. Scoperto nel 1988, presenta un'orbita caratterizzata da un semiasse maggiore pari a 2,4331348 au e da un'eccentricità di 0,1928412, inclinata di 5,53793° rispetto all'eclittica.
L'asteroide è dedicato al pittore fiammingo Quentin Massys.